# Subiasella europaea
Subiasella europaea är en kvalsterart som först beskrevs av Sandór Mahunka 1982.  Subiasella europaea ingår i släktet Subiasella och familjen Oppiidae. Inga underarter finns listade i Catalogue of Life.